# Альбінеа
Альбінеа (італ. Albinea) — муніципалітет в Італії, у регіоні Емілія-Романья,  провінція Реджо-Емілія.
Альбінеа розташована на відстані близько 340 км на північний захід від Рима, 65 км на захід від Болоньї, 10 км на південь від Реджо-нелль'Емілії.
Населення — 8879 осіб (2014).Свято покровителя та захисника міста святого Гаетано відзначається 7 серпня. 

## Демографія
Населення за роками:

Станом на 1 січня 2023 року в муніципалітеті офіційно проживало 439 іноземців з 57 країн, серед них 81 громадянин країн Євросоюзу та 43 громадяни України.

## Сусідні муніципалітети
- Куаттро-Кастелла
- Реджо-нель-Емілія
- Скандіано
- Веццано-суль-Кростоло
- В'яно